# Endoteli corneal

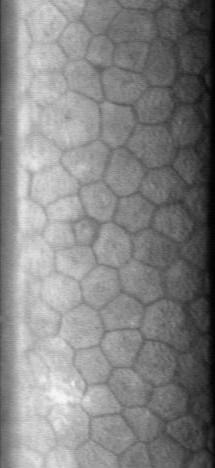
Cèl·lules hexagonals de l'endoteli corneal visualitzades per microscòpia especular.

L'endoteli corneal és una sola capa de cèl·lules (és un epiteli escatós simple) que recobreix la superfície posterior de la còrnia. Limita amb la part anterior de la cambra anterior (que omple l'espai entre la còrnia i l'iris).
Aquest epiteli està format per cèl·lules especialitzades, aplanades i riques en mitocondris. L'endoteli corneal regula el transport de líquids i soluts a través de la superfície posterior de la còrnia i manté la còrnia en l'estat lleugerament deshidratat que cal per a la transparència òptica.